# Okeem Williams
Okeem Williams (ur. 1 stycznia 1996) – jamajski lekkoatleta specjalizujący się w biegu na 400 metrów przez płotki. 
Podczas mistrzostw Ameryki Środkowej i Karaibów juniorów młodszych w 2012 zwyciężył w biegu na 400 metrów przez płotki. W 2013 w Doniecku został mistrzem świata juniorów młodszych w sztafecie szwedzkiej oraz nie ukończył finałowego biegu na dystansie 400 metrów przez płotki. 
Rekordy życiowe: bieg na 400 metrów przez płotki  – 50,88 (14 czerwca 2014, Kingston).

## Osiągnięcia
| Rok  | Impreza                                                     | Miejsce      | Konkurencja                | Lokata     | Wynik   |
| ---- | ----------------------------------------------------------- | ------------ | -------------------------- | ---------- | ------- |
| 2012 | Mistrzostwa Ameryki Środkowej i Karaibów juniorów młodszych | San Salvador | bieg na 400 m przez płotki | 1. miejsce | 51,68   |
| 2012 | Mistrzostwa Ameryki Środkowej i Karaibów juniorów młodszych | San Salvador | sztafeta 4 × 400 m         | 5. miejsce | 3:15,25 |
| 2013 | Mistrzostwa świata juniorów młodszych                       | Donieck      | bieg na 400 m przez płotki | DNF        | –       |
| 2013 | Mistrzostwa świata juniorów młodszych                       | Donieck      | sztafeta szwedzka          | 1. miejsce | 1:49,23 |
| 2014 | Mistrzostwa świata juniorów                                 | Eugene       | bieg na 400 m przez płotki | półfinał   | 56,37   |